# Анісові кульки

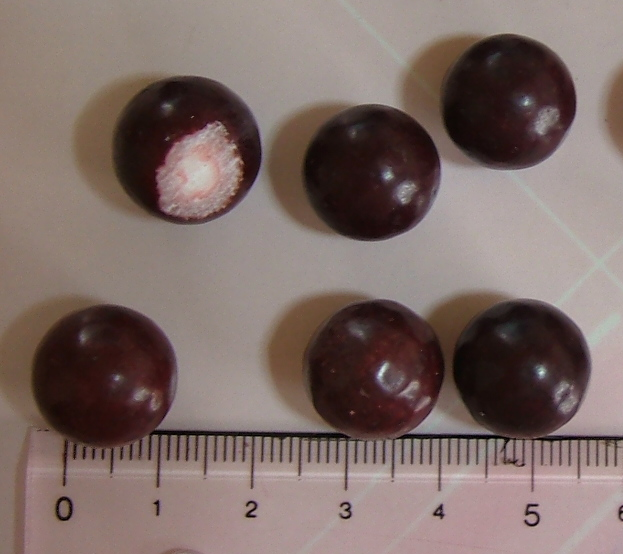
Анісові кульки з лінійкою для масштабу. Угорі ліворуч видно, як кулька виглядає всередині

Анісові кульки (англ. aniseed balls) — це різновид твердих кулястих солодощів типу comfit, які продаються у Великій Британії, Ірландії, Мальті, Південній Африці, Канаді, Новій Зеландії та Австралії. Вони блискучі, мають темний червоно-коричневий колір і тверді, як gobstoppers, але меншого діаметра — близько 13 мм.
Вони сильно ароматизовані анісовою олією і розсмоктуються тривалий час, перш ніж розчиняться. У центрі кульки зазвичай ціла насінина ріпаку, яка слугує ядром для формування шарів цукру навколо, хоча для цього іноді використовуються й інше, наприклад, кристали цукру.

## Використання для хронометражу
Навесні 1939 року в Британії розробили магнітну міну для підводних диверсій у майбутній війні. Міни вибухали, коли накручена пружина влучала в детонатор. Між ударником і детонатором клали анісову кульку: оскільки кожна кулька мала ту саму сферичну форму і поступово розчинялася у воді через 35 хвилин, диверсант знав, скільки часу має на втечу. Перші такі мін були відправлені до Югославії та Єгипту восени 1939 року.